# Adedayo Polet
Adedayo Polet (1 juli 2005) is een Belgisch basketballer.

## Carrière
Polet speelde in de jeugd bij AWBB en maakte in 2022 de overstap naar Spirou Charleroi waar hij ging spelen voor de tweede ploeg. Hij maakte in het seizoen 2023/24 zijn debuut in de BNXT League en speelde 14 wedstrijden. Hij groeide in het seizoen 2024/25 uit tot regelmatige starter en werd aan het einde van het seizoen genomineerd voor BNXT League Rising Star of the Year.

### Nationale ploeg
Polet speelde in de Belgische nationale jeugdploegen.